# سابرينا وارد هاريسون
سابرينا وارد هاريسون هي مؤلفة وكاتِبة كندية، ولدت في 2 ديسمبر 1975 في مونتريال في كندا.

## وصلات خارجية
- الموقع الرسمي